# یواس‌اس سیرا (ای‌دی-۱۸)
یواس‌اس سیرا (ای‌دی-۱۸) (به انگلیسی: USS Sierra (AD-18)) یک کشتی بود که طول آن 530 ft 6 in بود. این کشتی در سال ۱۹۴۳ ساخته شد.